# Abnutzungskrieg
Als Abnutzungskrieg (hebräisch מִלְחֶמֶת הַהַתָּשָׁה Milchemet haHattaschah; arabisch حرب الاستنزاف, DMG Ḥarb al-Istinzāf; englisch War of attrition) wird der militärische Konflikt zwischen Ägypten und Israel von 1968 bis 1970 bezeichnet. Er wurde von Ägypten begonnen, um damit den Sinai, der von Israel im Sechstagekrieg erobert worden war, zurückzuerobern. Der Krieg endete mit einem 1970 geschlossenen Waffenstillstand; keine der beiden Parteien konnte Gebietsgewinne verzeichnen.

## Etymologie
Allgemein wird als Abnutzungskrieg, auch Ermüdungskrieg oder Materialschlacht, ein begrenzter, aber länger anhaltender militärischer Konflikt bezeichnet, in dem die beiderseitigen Verluste die möglichen oder tatsächlichen Gewinne weit überschreiten.
Abnutzungskriege entstehen entweder, weil eine Partei von vornherein darauf setzt, die Kräfte des Gegners zu erschöpfen, auch wenn er ihm keine direkte Niederlage beibringen kann, oder durch die allmähliche Erstarrung der Fronten infolge der Ressourcenerschöpfung der beteiligten Gegner.

## Vorgeschichte
Die israelische Armee hatte den Streitkräften Ägyptens im Sechstagekrieg eine schwere Niederlage zugefügt, die gesamte Sinai-Halbinsel bis zum Sueskanal war in israelischer Hand. Die ägyptische Armee, die als die stärkste in der arabischen Welt galt, wurde nicht nur auf ganzer Linie geschlagen, sondern auch schwer gedemütigt. Ein starkes Gefühl der Scham und ein Vergeltungsbedürfnis waren die Folge.
Die Vereinten Nationen und die beiden Supermächte USA und Sowjetunion versuchten vergeblich, eine diplomatische Lösung für den Konflikt zu finden. Am 22. November 1967 wurde die Resolution 242 des UN-Sicherheitsrates verabschiedet, die den israelischen Rückzug „aus besetzten Gebieten“ im Austausch für Frieden vorsah. Diplomatische Kontakte führten nicht weiter, und nachdem am 1. September 1967 alle arabischen Staaten in der Khartum-Resolution erklärt hatten, „keinen Frieden mit Israel, keine Anerkennung Israels und keine Verhandlungen mit Israel“ einzugehen, erklärte der ägyptische Präsident Nasser, es sei klar, dass das, „was durch Gewalt genommen wurde, durch Gewalt zurückgewonnen werden“ müsse.
Der Plan des ägyptischen Präsidenten Nasser wurde von seinem Vertrauten, dem Journalisten Muhammad Heikal, folgendermaßen beschrieben:

„Wenn es dem Feind gelingt, uns einen Verlust von 50.000 Mann zuzufügen, so können wir dennoch weiterkämpfen, weil wir menschliche Reserven haben. Wenn es uns gelingt, ihm einen Verlust von 10.000 Mann zuzufügen, wird er sich unvermeidlich in einer Situation wiederfinden, wo er aufhören muss zu kämpfen, weil er keine menschlichen Reserven hat.“

Dank sowjetischer Waffenlieferungen glich Ägypten seine materiellen Verluste aus dem Sechstagekrieg viel schneller aus, als man in Israel erwartet hatte. Zusätzlich kamen hunderte sowjetischer Militärberater ins Land, deren Zahl bei Kriegsbeginn 1500 betrug. Wegen deren Anwesenheit und der von sowjetischen Piloten und Schiffen, drohte der Konflikt in eine Ost-West-Konfrontation zu eskalieren. Als am 30. Juli 1970 fünf Migs mit ägyptischen Kennzeichen, aber sowjetischen Piloten abgeschossen wurden, nannte man sie in Israel „Ägypter“.

## Verlauf
Der Abnutzungskrieg begann im Juni 1968 mit vereinzeltem ägyptischen Artilleriebeschuss der israelischen Frontlinie auf der Ostseite des Sueskanals. In den folgenden Monaten verstärkte sich der Artilleriebeschuss und kostete einige Israelis das Leben. Der Gegenschlag der israelischen Armee erfolgte in der Nacht des 30. Oktobers, als Hubschrauberlandetruppen die wichtigste ägyptische Stromversorgung zerstörten.
Der Stromausfall veranlasste Nasser, die Feindseligkeiten für einige Monate einzustellen; währenddessen wurden hunderte wichtige Ziele mit Verteidigungsverstärkungen versehen. Gleichzeitig verstärkte Israel seine Stellung an der Ostseite des Kanals durch den Bau der Bar-Lev-Linie, einer Reihe von 35 Befestigungsanlagen, die von Infanterieeinheiten besetzt wurden.

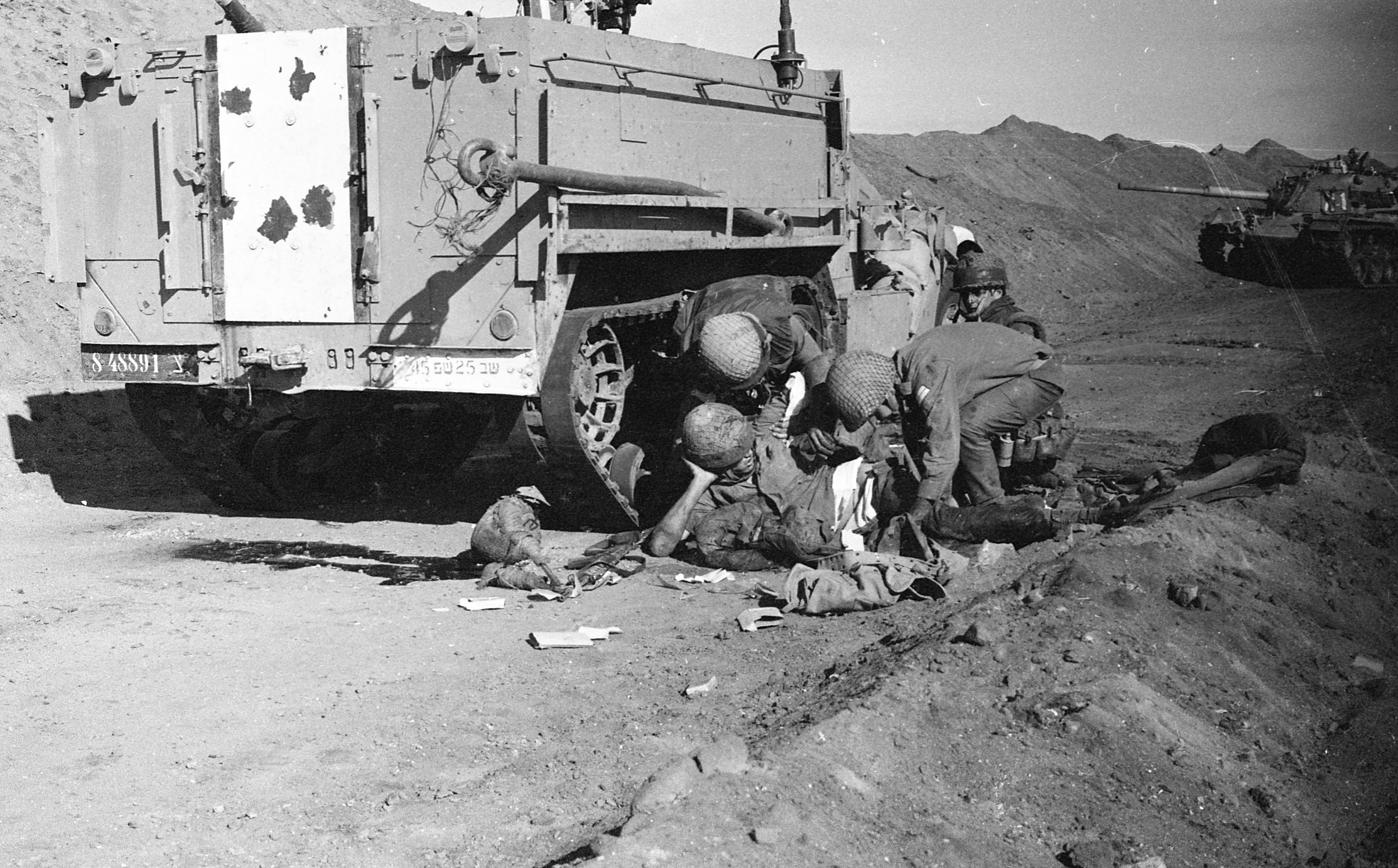
Ein durch ägyptisches Artilleriefeuer verwundeter Israeli wird neben einem M5-Halbkettenfahrzeug versorgt.

Im Februar des Jahres 1969 eskalierte Nasser den Konflikt, indem er den Waffenstillstandsvertrag vom November des Vorjahres für nichtig erklärte. Am 8. März begann die ägyptische Artillerie mit einem massiven Bombardement der Bar-Lev-Linie. Dabei kam es zu hohen israelischen Verlusten.
Die israelische Armee antwortete mit Angriffen, die tief in ägyptisches Gebiet reichten und schwere Schäden verursachten. Dabei trug die israelische Luftwaffe die Hauptlast der Offensive, da das Land nur über beschränkte Artillerie verfügte. Die israelischen Jagdpiloten auf Dassault Mirage III waren ihren Gegnern insbesondere hinsichtlich ihrer Ausbildung überlegen, so dass die ägyptische Jagdfliegerei zügig weitgehend ausgeschaltet wurde. Luftkämpfe spielten sich vor allem südlich und westlich von Sues ab. Rund 100 ägyptische MiG-21 wurden im Verlauf des gesamten Krieges abgeschossen. Ägypten versuchte durch eine Schwerpunktbildung mit Flugabwehrraketensystemen vom Typ S-75 zu reagieren, was jedoch weitgehend erfolglos blieb.
Obwohl die ägyptischen Verluste viel höher waren als die israelischen, wich Nasser nicht von seiner aggressiven Taktik ab. Israel konnte die eigenen hohen Verluste zwar einigermaßen kompensieren, war aber sehr an einer Beendigung der Angriffe interessiert.

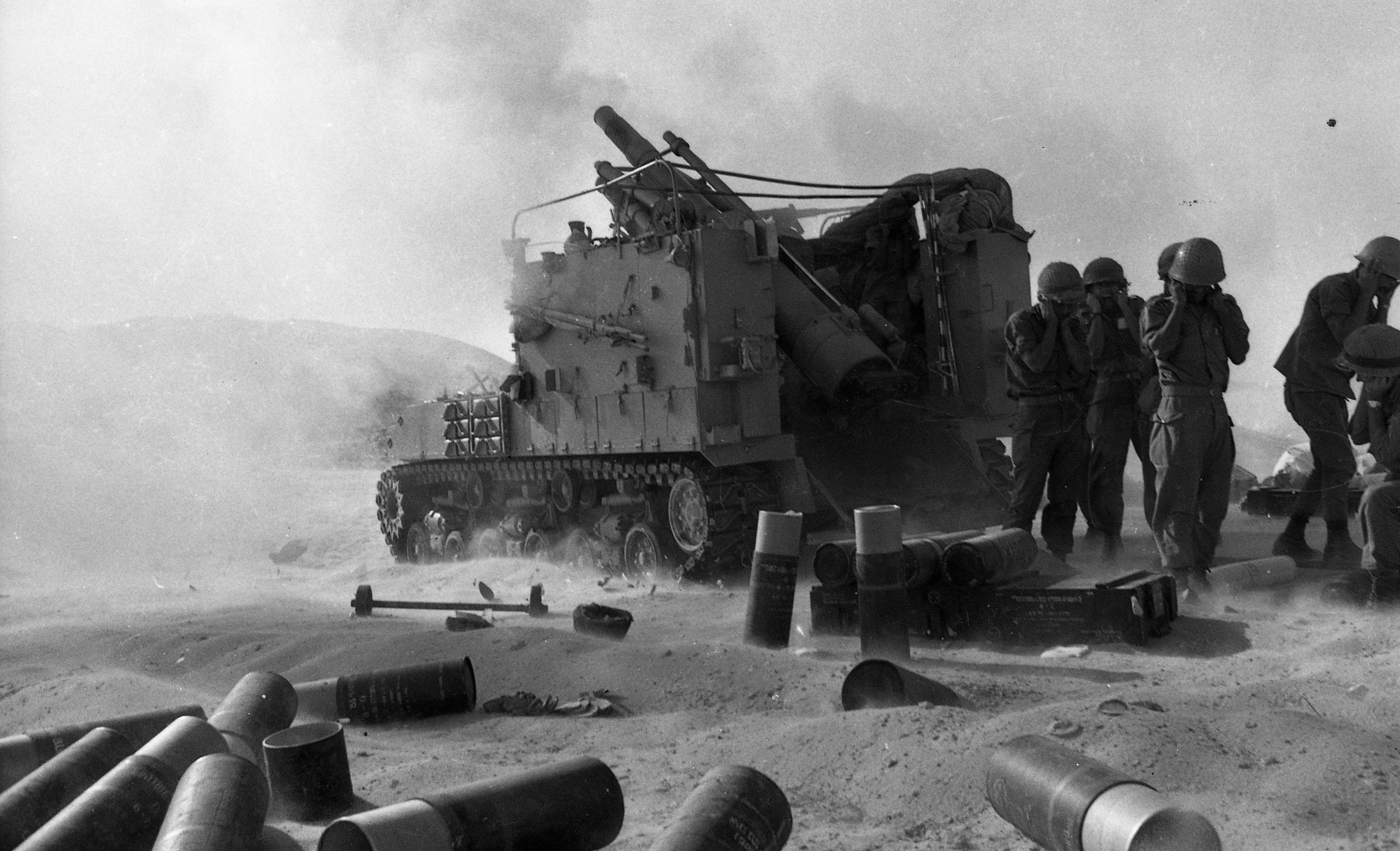
Israelische Panzerartillerie beschießt 1969 ägyptische Stellungen vom Sinai aus.

Am 20. und 24. Juli bombardierte nahezu die gesamte israelische Luftwaffe den nördlichen Kanalabschnitt und zerstörte mehrere Luftabwehrstellungen sowie einige Panzer- und Artillerieeinheiten. Nach weiteren Luftangriffen bis zum Dezember wurde die ägyptische Luftabwehr praktisch vollständig zerstört. Vor allem die vom 5. September an verfügbaren Flugzeuge vom Typ F-4E Phantom II erwiesen sich als durchschlagend gegen die Flarakstellungen. Zudem setzte die israelische Seite eine als Rimmon (hebräisch רִמּוֹן ‚Granatapfel‘) bezeichnete Taktik ein. Dabei flogen Transportflugzeuge oder Hubschrauber in den ägyptischen Luftraum ein, während sich israelische Jagdflugzeuge unterhalb des Radars in der Nähe aufhielten. Beim Herannahen der ägyptischen Flugzeuge nahmen die israelischen Jäger das Gefecht auf. Der schwere Artilleriebeschuss konnte dadurch zwar reduziert werden, aber der Beschuss durch leichtere Waffen, insbesondere Mörser, wurde fortgesetzt.
Ohne Luftverteidigung hatte die israelische Luftwaffe im ägyptischen Luftraum die Lufthoheit, und am 17. Oktober fügte sich die ägyptische Armee in die Niederlage. Daraufhin begannen Gespräche zwischen den Supermächten, die zum Rogers-Plan führten, der am 9. Dezember veröffentlicht wurde. Er verlangte die ägyptische Verpflichtung zum Frieden im Austausch für einen israelischen Rückzug aus dem Sinai. Beide Seiten lehnten den Plan vehement ab. Nasser hoffte stattdessen auf bessere sowjetische Waffen, um die Bombardements der israelischen Luftwaffe abwehren zu können. Die Sowjetunion lehnte es jedoch anfangs ab, die gewünschten Waffen zu liefern.
Von Januar 1970 an versuchte die israelische Seite durch erhöhten Druck Bewegung in die politische Lage zu bringen. Ein Werkzeug war die Luftoperation Pricha (hebräisch פְּרִיחָה ‚Blüte‘). In ihrem Rahmen wurden die Luftangriffe weit ins ägyptische Hinterland hinein ausgeweitet. Die F-4E bombardierten dabei strategische Ziele, wie Kommandoposten.
Am 22. Januar 1970 flog Nasser heimlich nach Moskau, um die kritische Situation zu diskutieren. Seine Anfrage betreffs SAM-Batterien (einschließlich der 3M9 Kub und der 9K32 Strela-2) wurde zwar bereitwillig positiv beschieden, aber für ihren Aufbau benötige man qualifiziertes Personal sowie starke Lufteinheiten, um sie vor israelischen Angriffen zu schützen. Erst die Drohungen Nassers, sich bei Ausbleiben dieser Personalhilfe den US-Amerikanern zuzuwenden, ließen den sowjetischen Staatschef Leonid Breschnew einwilligen. Er entsandte die vollständige 18. Spezial-Flugabwehrraketendivision nach Ägypten und kurz darauf das 135. Jagdflugzeugregiment. Die ersten sowjetischen Soldaten trafen im März in Ägypten ein. Das sowjetische Personal wuchs von 2.500–4.000 im Januar auf 10.600–12.150 am 30. Juni. Hinzu kamen 100–150 Piloten. Die Ausrüstung bestand allerdings nicht aus den von Nasser gewünschten modernen Systemen, sondern aus zusätzlichen S-75 sowie dem neu auf dem Schauplatz antretenden S-125 Newa. Die Jagdflieger waren mit der MiG-21 in der Variante MF ausgerüstet. Die fliegende Truppe war südlich von Kairo stationiert und pflegte kaum Kontakt zum ägyptischen Militär.
Die direkte Intervention der sowjetischen Truppen, bekannt unter der Bezeichnung Operation Kavkaz, erwies sich als problematisch für Israel. Washington befürchtete eine Eskalation und missbilligte Israels Bombenkampagne. Am 8. April wurde die ägyptische Grundschule „Bahr il-Baqar“ von der israelischen Luftwaffe bombardiert, wobei 47 Schulkinder ums Leben kamen. Daraufhin und wegen des Risikos einer direkten Konfrontation mit sowjetischen Truppen beendete Israel solche Angriffe und konzentrierte sich stattdessen auf Einrichtungen am Kanal.
Damit erhielt Ägypten die Möglichkeit, eigene und sowjetische FlaRakanlagen näher am Kanal aufzubauen. Sowjetische MiG-Jäger stellten den notwendigen Luftraumschutz zur Verfügung. Am 18. April flogen acht ägyptische MiGs über die Kanalzone und wurden von zwei F-4-Phantom-Jagdbombern abgefangen und abgeschossen.
Die FlaRak-Batterien hätten es Ägypten erlaubt, seine Artillerieeinheiten zu bewegen, um die Bar-Lev-Linie zu bedrohen. Im April 1970 wurden die Verhandlungen wieder aufgenommen, diesmal mit den USA als dem hauptsächlichen Verhandlungsführer. Dennoch setzten sich die Kampfhandlungen fort. Es kam zu israelischen Luftangriffen auf die Raketenstellungen, die aber wenig Effekt erzielten. Am 30. Juni schoss die sowjetische Flugabwehrtruppe zwei israelische F-4 ab. Im Juli wurden auf diesem Weg zwei weitere F-4 vernichtet, wobei ein Pilot fiel. Von Juni 1970 an flogen die sowjetischen Jagdpiloten Patrouillen. Die israelische Seite war darüber durch ihre Funkaufklärung informiert und ihre Piloten erhielten die Anweisung, Auseinandersetzungen mit sowjetischen Fliegern unter allen Umständen zu vermeiden.
Am 25. Juli wurde eine israelische Douglas A-4 von einer sowjetischen MiG beschossen, beschädigt und zur Notlandung auf dem Sinai gezwungen. Daraufhin gab Ministerpräsidentin Golda Meir die Anweisung, das Gefecht mit sowjetischen Flugzeugen zu suchen. Die israelische Luftwaffe nutzte daraufhin am 30. Juli die gegen die Ägypter bewährte Ködertaktik unter dem Operationsnamen Rimmon 20: Zwei Formationen von F-4 und Mirage simulierten Aufklärungs- und Bombenflüge über dem Golf von Sues. Die sowjetische Seite schickte daraufhin 20 MiG-21 als Abfangjäger. In einem rund vierminütigen Gefecht schossen die israelischen Flugzeuge ohne eigene Verluste vier MiG ab und zwangen eine fünfte zur Bruchlandung. Beide beteiligten Parteien hielten das Gefecht über Jahre hinweg geheim.
Am 7. August wurde ein Waffenstillstand geschlossen. Er sollte für drei Monate bestehen und verbot es beiden Seiten, den militärischen Status quo innerhalb einer Zone von 50 Kilometern östlich und westlich der Waffenstillstandslinie von 1967 zu verändern.
Trotz des Waffenstillstands verlegte Ägypten weiterhin SAM-Einheiten in diese Zone, um sich für ein mögliches Ende des Waffenstillstands in eine bessere Position zu bringen. Bis Oktober waren schließlich 100 SAM-Anlagen in der Zone.
Nasser erlebte seine „Befreiung des Kanals“ jedoch nicht mehr, denn er starb am 28. September an einem Herzanfall. Vizepräsident Anwar Sadat wurde sein Nachfolger.

## Bilanz
Während des Krieges kamen nach eigenen Angaben 1424 israelische Soldaten ums Leben und über 3000 wurden verwundet. Die israelische Luftwaffe räumte außerdem den Verlust von elf Flugzeugen ein. Die ägyptischen Opferzahlen, die höher sein sollten, wurden nicht offiziell bekannt gegeben. Der israelische Historiker Benny Morris behauptet in seinem Buch Righteous Victims, dass etwa 10.000 ägyptische Soldaten und Zivilisten ums Leben gekommen seien, und schreibt unter Berufung auf Statistiken der israelischen Armee, dass 98 Flugzeuge abgeschossen worden seien.
Beide Seiten erklärten sich zum Sieger. Ägypten verwies darauf, dass diesmal (anders als 1948, 1956 und 1967) keine Gebiete verloren wurden. Israel stellte in den Vordergrund, dass die ägyptische Offensive aufgehalten werden konnte und dass man es zudem nicht auf die Eroberung ägyptischer Territorien angelegt hatte. Außerdem ging man davon aus, Ägypten habe nun eingesehen, dass es Israel nicht in einem konventionellen Krieg besiegen könne. Allerdings begann Sadat fast sofort mit den Planungen für den Jom-Kippur-Krieg, der nur drei Jahre später folgte.